# Evarcha madagascariensis
Evarcha madagascariensis is een spinnensoort uit de familie springspinnen (Salticidae). De soort komt voor in Madagaskar.